# Robert Reid (Skilangläufer)
Robert Harley Reid (* 27. Mai 1898 in Berlin; † 11. April 1990) war ein US-amerikanischer Skilangläufer.
Reid wurde im Jahr 1924 US-amerikanischer Meister über 18 km und belegte bei seiner einzigen Teilnahme an den Olympischen Winterspielen im Februar 1932 in Lake Placid den 20. Platz über 50 km.